# Reuss-Saalburg
Reuss-Saalburg was de naam van een staatje in Thüringen, dat bestond van 1647 tot 1666. De heerlijkheid stond onder bestuur van Reuss jongere linie, een tak van het Huis Reuss.

## Geschiedenis
De heerlijkheid Reuss-Saalburg ontstond in 1647 als gevolg van de verdeling van Reuss-Gera door de vier nakomelingen van Hendrik Posthumus.
De heerlijkheid Reuss-Saalburg omvatte de 'Pflege' Saalburg (met de dorpen Gräfenwarth, Kulm, Künsdorf, Oberkoskau, Pöritzsch, Schilbach, Seutendorf en Wernsdorf. Om het gebied gelijkwaardig te maken aan de andere territoria moesten zowel Reuss-Schleiz als Reuss-Lobenstein enige gebieden afstaan. Vanuit Reuss-Schleiz kwamen het stadje Tanna en de dorpen Dittersdorf, Frankendorf, Görkwitz, Göttendorf, Mielesdorf, Oschitz, Raila, Stelzen, Unterkoskau, Willersdorf, Zollgrün en een deel van Spielmes onder bestuur van Saalburg. Vanuit Reuss-Lobenstein werden de dorpjes Altengesees(22), Gahma, Göttengrün, Langgrün, Lothra, Rödern, Röttersdorf, Thimmendorf, Weißbach, Weitisberga en de andere helft van Spielmes toegevoegd.
Door loting kwam Saalburg in 1647 handen van Hendrik I, kleinzoon van Hendrik Posthumus. Gedurende zijn minderjarigheid (tot 1664) trad als regent op zijn oom en voogd Hendrik II van Reuss-Gera.
In 1666 stierf een andere oom Hendrik IX, de heer van Schleiz. In de daarop volgende territoriale herverdeling nam Hendrik I het gebied Reuss-Schleiz van zijn gestorven oom over. Reuss-Saalburg werd verdeeld. Reuss-Gera verkreeg de 'Pflege' Saalburg, terwijl Reuss-Lobenstein en Reuss-Schleiz de in 1647 afgestane gebieden weer terugkregen.

## Heerser

### Heer
- 1647-1666: Hendrik I (1639-1692; kleinzoon van Hendrik Posthumus, vanaf 1666 heer van Reuss-Schleiz)
  - 1647-1664 regent: Hendrik II van Reuss-Gera (1602-1670)

Zie Huis Reuss voor een uitleg over de nummering van de vorsten.